# Humberto Elizondo
Pour les articles homonymes, voir Elizondo.
Humberto Elizondo (né Humberto Leiser Elizondo Kaufman le 19 juin 1947 à Mexico), est un acteur mexicain de cinéma, de télévision. Il est le fils de la grande actrice Fannie Kauffman (« Vitola »).

## Carrière
Durant son adolescence, il est d'abord connu comme boxeur. Il a combattu avec des légendes de la boxe comme Vicente Saldivar  et Javier Solís. Toutefois il a dû cesser de combattre à cause d'une prise de poids. De plus sa stature n'en faisait pas un adversaire puissant.  Il a fréquenté l'école secondaire 45 Mexico, puis le collège ""América et Bross"[pas clair].  À sa sortie du collège, il décide de se consacrer au métier d'acteur. Il fait ses débuts d'acteur en 1953 dans le film Vivillos desde chiquillos. 
Depuis, il a pris part à plus de 150 films et à plus de 20 telenovelas. Il est connu principalement en tant qu'antagoniste dans les telenovelas Los parientes pobres et Nunca te olvidaré, pour toutes les deux il est nommé Meilleur acteur antagoniste aux Premios TVyNovelas. Il participe également à diverses telenovelas comme Triángulo, Agujetas de color de rosa, La antorcha encendida, La usurpadora et Mañana es para siempre. Dans le même temps il participe au cinéma aux États-Unis dans des films comme La máscara del Zorro et Licencia para matar.

## Filmographie

### Telenovelas
- 1986 : Cuna de lobos : Inspector Norberto Suárez
- 1990 : Un rostro en mi pasado : Rafael Reyes
- 1992 : Triángulo (en) : Arcadio Villafranca
- 1993 : Los parientes pobres : Paulino Zavala
- 1994 : El vuelo del águila : Manuel Mondragón
- 1994 : Agujetas de color de rosa : Tomás
- 1996 : La antorcha encendida : Hermenegildo Galeana
- 1998 : La usurpadora : Silvano Piña
- 1998 : Camila : Lic. Darío Suárez
- 1999 : Nunca te olvidaré : Fermín Requena
- 1999 : Cuento de Navidad : Samuel
- 2000 : Carita de ángel : Salomón Alvarado
- 2000-2001 : Abrázame muy fuerte : Bernal Orozco
- 2002 : Entre el amor y el odio : Dr. Emiliano Ortega
- 2002-2003 : ¡Vivan los niños! : Juez Mazagatos
- 2003 : Velo de novia : Don Pedro Robletos
- 2005: Contra viento y marea : Quiñones
- 2006 : Duelo de pasiones : Lic. Mauro Peña
- 2007 : Tormenta en el paraíso : Lic. Alberti
- 2008-2009 : Mañana es para siempre : Don Agustín Astorga
- 2011-2012 : La que no podía amar : Don Federico Galván
- 2012 : Un refugio para el amor : Aquiles Trueba Tajonar
- 2013-2014 : Por siempre mi amor : Don Osvaldo de la Riva
- 2012-2013 : Porque el amor manda : Don Augusto Constante
- 2012 : Un refugio para el amor : Don Aquiles Trueba Tajonar
- 2014 : Hasta el fin del mundo : Don Carlos Sánchez
- 2014-2015 : Muchacha italiana viene a casarse : Don Juan Michel
- 2015-2016 : Simplemente María : Don Adolfo Rivapalacio Balaguer
- 2018 : Sin tu mirada : Dr. Horacio Zamudio

### Séries de télévision
- 2009 : Hermanos y detectives : Sous-commissaire Serrano
- 2009 : Plaza Sésamo : Sr. Carpinteiro
- 2009 : Los simuladores
- 2009 : Adictos : Emiliano Medina
- 2009 : Ellas son... la alegría del hogar : Sr. Ramírez
- 2002 : Mujer, casos de la vida real
- 1998 : ¿Qué nos pasa?
- 1988 : Les Incorruptibles de Chicago (Crime Story) (2 épisodes)
- 1983 : L'Agence tous risques (The A-Team) : Carlos
- 1978 : Sábado Loco, Loco

### Films
- 1999 : Reclusorio III
- 1999 : Bajas pasiones
- 2006 : Bandidas
- 2009 : El cártel
- 2010 : Los Siete